# Jacob Fischer
Jacob Fischer (født december 1967) er autodidakt jazzguitarist.
Som 17-årig debuterede han på Copenhagen Jazz Festival. I 1992 blev han fast medlem i Svend Asmussens kvartet. 
Han har spillet i mange sammenhænge bland andet i Christina von Bülows trio og Kristian Jørgensens kvartet, og blandt andet sammen med Allan Botschinsky, Jesper Thilo, Finn Ziegler, Bob Rockwell og Radioens Big Band og i duo sammen med guitaristen Doug Raney og bassisterne Hugo Rasmussen og Mads Vinding.
Desuden har han spillet sammen med udenlandske stjerner som Art Farmer, Toots Thielemans, Lee Konitz, Gary Bartz, John Abercrombie, Scott Hamilton, Adam Nussbaum, Putte Vickman, Jan Allan og Jerry Bergonzi.

## Priser
- Sørens penge, 1987,
- Bikubens "gule kort", 1990
- JASA-prisen, 1992
- Ben Webster-prisen, 1996
- Palæ Bars Jazzpris, 1998
- DjangodOr-prisen for Young Performer of the Year 2001

## Ekstern henvisning
- Officiel hjemmeside